# هنري نوريس راسل
هنري نوريس راسل (بالإنجليزية: Henry Norris Russell) (و. 1877 – 1957 م) هو عالم فلك أمريكي . ولد في أويستر باي. وكان عضواً في الجمعية الملكية، والأكاديمية الأمريكية للفنون والعلوم، والأكاديمية الفرنسية للعلوم .
توفي في برينستون، عن عمر يناهز 80 عاماً.

## التعليم
تعلم في جامعة برنستون

## مناصب وهيئات
أدار جامعة برنستون.

## جوائز وترشيحات
حصل على جوائز منها:
- جائزة المحاضر لهنري نوريس راسيل (1946)
- جائزة المحاضر ليوشيا ويلارد جيبس [الإنجليزية]‏ (1936)
- وسام بروس (1925)
- وسام هنري درابر (1922)
- الميدالية الذهبية للجمعية الفلكية الملكية (1921)
- Lalande Prize [الإنجليزية]‏
- وسام هنري درابر.

ترشح لـ:
- جائزة نوبل في الفيزياء (1953)[11]
- جائزة نوبل في الفيزياء (1950)[11]
- جائزة نوبل في الفيزياء (1930).[11]

## روابط خارجية
- هنري نوريس راسل على موقع الموسوعة البريطانية (الإنجليزية)
- هنري نوريس راسل على موقع إن إن دي بي (الإنجليزية)